# Mirjam Horwitz

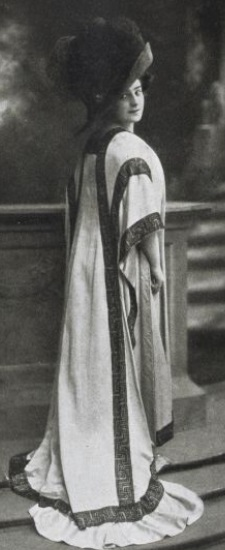
Mirjam Horwitz 1910

Mirjam Horwitz, verheiratete Ziegel (* 15. Juni 1882 in Berlin; † 26. September 1967 in Trittau bei Hamburg) war eine deutsche Schauspielerin und Regisseurin.

## Leben
Mirjam Horwitz absolvierte ihre Ausbildung zur Schauspielerin bei Max Reinhardt und debütierte anschließend an verschiedenen Berliner Bühnen. Sie war eng mit Elisabeth Gussmann befreundet, der Schwägerin von Arthur Schnitzler, wodurch sie in der Wiener Literatenszene verkehrte. Im Juni 1907 heiratete sie den Regisseur Erich Ziegel (1876–1950) und ging mit ihm nach Hamburg.
Nach dem Ende des Ersten Weltkrieges 1918 eröffnete das Ehepaar sein eigenes Theater, die Hamburger Kammerspiele am Besenbinderhof. Das Bestreben war, nach den großen gesellschaftlichen Umbrüchen jener Jahre zeitgenössisches Theater auf die Bühne zu stellen. Sie eröffneten ihre erste Spielzeit mit einer Frank-Wedekind-Woche und machten sich gemeinsam mit jungen Darstellern und modernen Autoren einen Namen als Avantgardetheater. Zu ihrem Ensemble gehörten unter anderem Gustaf Gründgens, Werner Hinz, Paul Kemp und Fritz Kortner. Die Kammerspiele am Besenbinderhof zählten zur damaligen Zeit zu den wichtigsten deutschsprachigen Bühnen außerhalb von Berlin.
Nachdem Erich Ziegel 1926 zum Leiter des Hamburger Schauspielhauses ernannt worden war, leitete Mirjam Horwitz bis 1928 die Kammerspiele am Besenbinderhof eigenständig weiter und führte auch Regie. Zu ihren Schauspielschülern gehörten Mita von Ahlefeldt und Carl-Heinz Schroth. Ihre Zusammenarbeit mit Gustaf Gründgens und Lucy von Jacobi hatte Bestand. 1928 verlor das Theater seine Spielstätte, es musste dem Neubau des Gewerkschaftshauses weichen. 

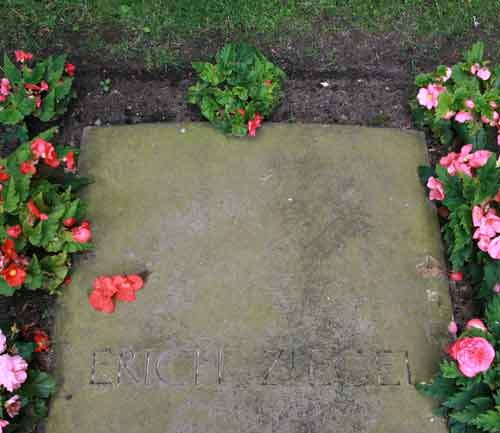
Grabstätte Mirjam Horwitz und Erwin Ziegel auf dem Friedhof Ohlsdorf

In der Zeit des Nationalsozialismus wurde Mirjam Horwitz als Jüdin mit Berufsverbot belegt und floh mit ihrem Ehemann nach Wien. Es gelang Erich Ziegel nicht, sich dort eine sichere Existenz aufzubauen. 1938 holte Gustaf Gründgens, der inzwischen preußischer Staatsrat und Generalintendant der Preußischen Staatstheater geworden war, Ziegel nach Berlin zurück und vermochte Mirjam Horwitz dank seiner Beziehung zu führenden Nationalsozialisten Schutz zu bieten. Erst nach dem Krieg konnte die Schauspielerin wieder auftreten, so als Mutter Wolffen in Gerhart Hauptmanns Biberpelz und in einigen Filmen. Friedrich Schütter holte sie als Regisseurin an das Junge Theater in Hamburg.
Mirjam Horwitz ist zusammen mit ihrem Ehemann, mit dem sie fast fünfzig Jahre verheiratet war, auf dem Friedhof Ohlsdorf im  Planquadrat; P 7, 13 oberhalb des Althamburgischen Gedächtnisfriedhofs bestattet. Zunächst hatte die Stadt Hamburg die Kosten für ein Ehrengrab getragen, dann wurde dies eingestellt. Der Nachlass von Mirjam Horwitz befindet sich in der Staatsbibliothek Berlin.
Soweit bekannt, hinterließ Mirjam Horwitz eine einzige Schallplatte für Anker (Berlin 1910).

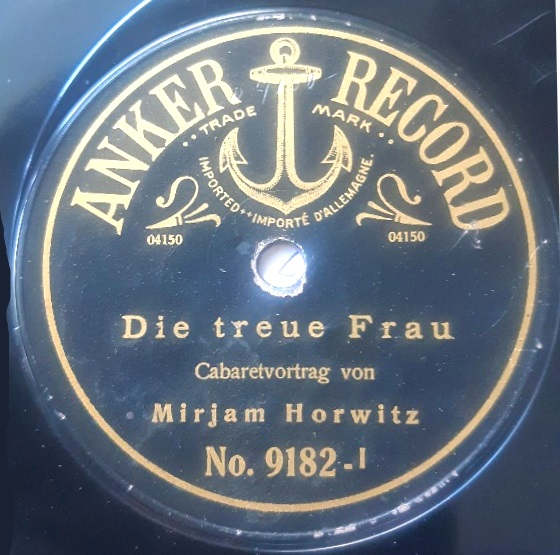
Schallplatte von Mirjam Horwitz (Berlin 1910)

## Filme (Auswahl)
- 1913: Richard Wagner (Stummfilm) (Regie: Carl Froelich, mit Giuseppe Becce und Olga Engl)
- 1913: Die schwarze Natter (Stummfilm) (Regie: Franz Hofer, mit Emmerich Hanus)
- 1957: Die Zürcher Verlobung (Regie: Helmut Käutner, mit Liselotte Pulver, Paul Hubschmid und Bernhard Wicki)
- 1958: Frau im besten Mannesalter (Regie: Axel von Ambesser, mit Marianne Koch)